# Heroin (skladba)
„Heroin“ je skladba americké hudební skupiny The Velvet Underground. Poprvé byla vydána v březnu roku 1967 na prvním albu skupiny nazvaném The Velvet Underground & Nico (jde o první skladbu na druhé straně původní LP desky). Autorem písně, hudby i textu, je zpěvák a kytarista Lou Reed. Hudební časopis Rolling Stone zařadil skladbu na 455. pozici v žebříčku pěti set nejlepších písní všech dob. Píseň začíná slovy „I don't know just where I'm going“, původně však začínala jako „I know“, což je opak. Toto změnil Lou Reed, ale výrazně s tím nesouhlasil John Cale. Ten argumentoval tím, že text není o braní drog, ale o člověku, který se nenávidí.

## Historie
Reed na písni začal pracovat již v dobách studií na Syracuské univerzitě.
S největší pravděpodobností byla první nahrávka písně pořízena dne 11. května 1965 ve studiu společnosti Pickwick Records, pro niž Reed tehdy pracoval. Demonahrávka obsahuje dvě verze této písně, které nahrál sám Reed (Cale se nahrávání rovněž účastnil). Tyto verze jsou velmi vzdálené pozdější finální verzi – jsou bluesově laděné. Text písně je téměř shodný s finální verzí.
V červenci 1965 nahráli Reed, Cale a Morrison čtyři verze písně (dvě kompletní) v bytě na Ludlow Street č. p. 56. Tyto verze vyšly roku 1995 na albu Peel Slowly and See. V písni je již slyšet Caleova viola a oproti finální verzi se liší jednak ve stylu Reedova zpěvu, a také v chybějících bicích. Oproti finální verzi se v těchto rovněž nachází několik později odstraněných částí textu.
V lednu 1966 kapela skladbu hrála, podle záznamu zkoušky ve Warholově ateliéru The Factory, v téměř totožné verzi, jaká následně vyšla na albu.
Kapela píseň nahrála v dubnu 1966 v newyorském studiu společnosti Scepter Records nedlouho před jeho demolicí (již tehdy byla z podlahy vytrhána prkna a strženy některé zdi). Tyto starší verze písně se liší v úvodním verši, který je „I know just where I'm going“ (později změněno na „I don't know just where I'm going“). Přestože jde o nepatrnou změnu, došlo kvůli ní ke změně celého významu textu písně. Verze, která se nachází na acetátové desce nahrané při této příležitosti je oproti finální verzi odlišná také v tom, že je její úvodní instrumentální část kratší a má jiné aranžmá kytary.